# Flugdach

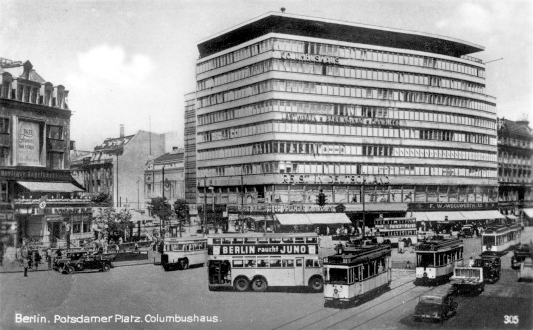
Flugdach auf dem 1930–1933 erbauten Columbushaus am Potsdamer Platz, Berlin (Architekt Erich Mendelsohn, Foto 1933)

Unter einem Flugdach versteht man im engeren Sinne ein auskragendes Flachdach über der Dachterrasse eines Gebäudes, das stützenlos zu schweben oder zu fliegen scheint.

## Formen, Konstruktionen und Anwendung
Ein Flugdach ist ein selbständiges Dach-Bauwerk als ein Schutzdach (Wetter- und Sonnenschutz), das lediglich auf zurückgesetzten Stützen aufliegt oder von einem zurückliegenden Staffelgeschoss aus weit auskragt. Flugdächer sind oft als Flachdächer freie kühne oder geschwungene Konstruktionen in Betonbauweise.

Flugdächer sind als auffälliges und repräsentatives Gestaltungsmittel bei Geschäfts- und Verwaltungsbauten seit den 1930er-Jahren verwendet worden und waren ein typisches Stilmittel der Architektur vor allem der 1950er-Jahre. 

Bildergalerie
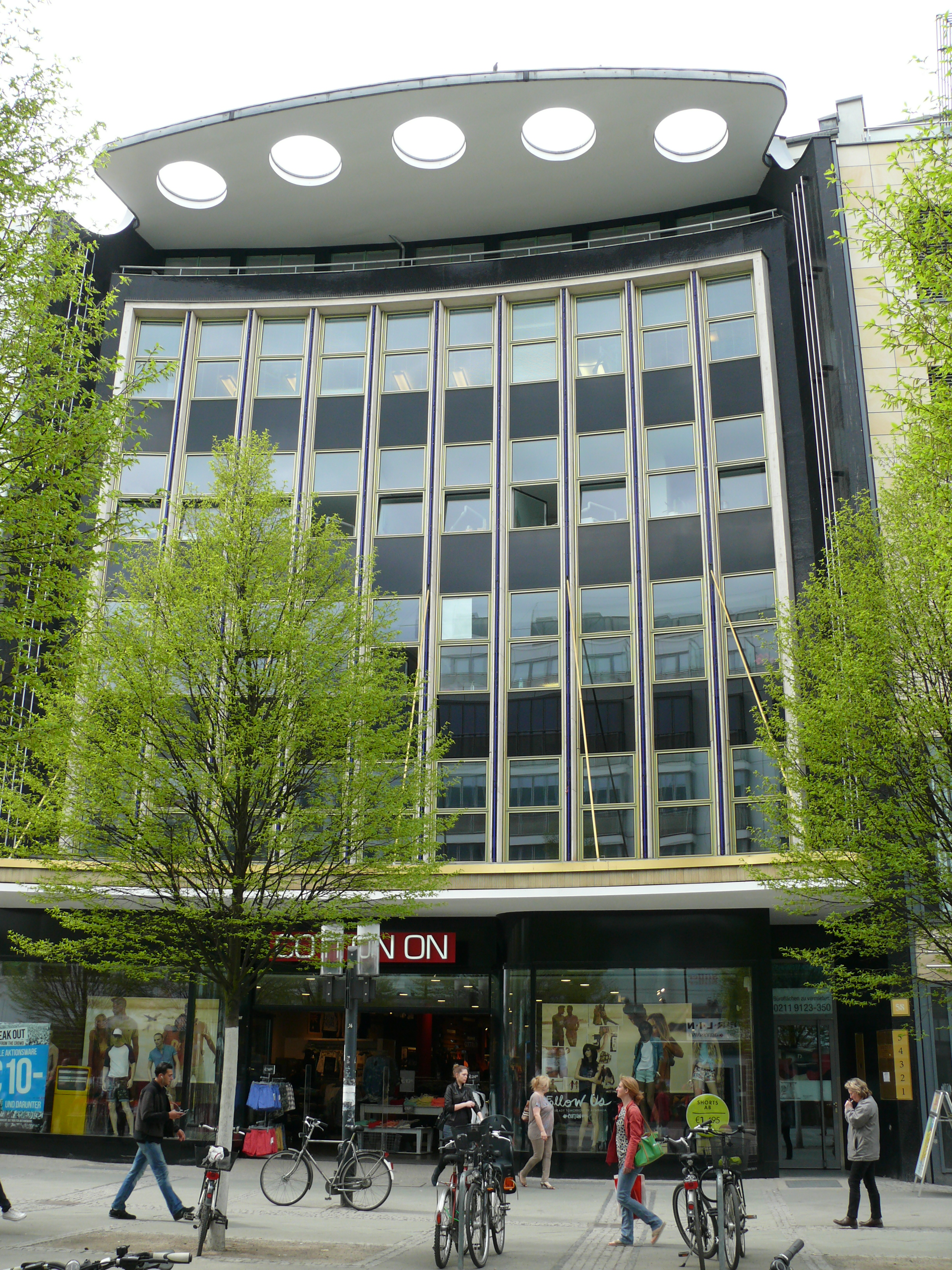
Schuhhaus Stiller, Wilmersdorfer Straße 58 erbaut 1955–1957 in Berlin-Charlottenburg (Architekt Hans Simon). Das Flugdach ist eine verkleidete Holzkonstruktion
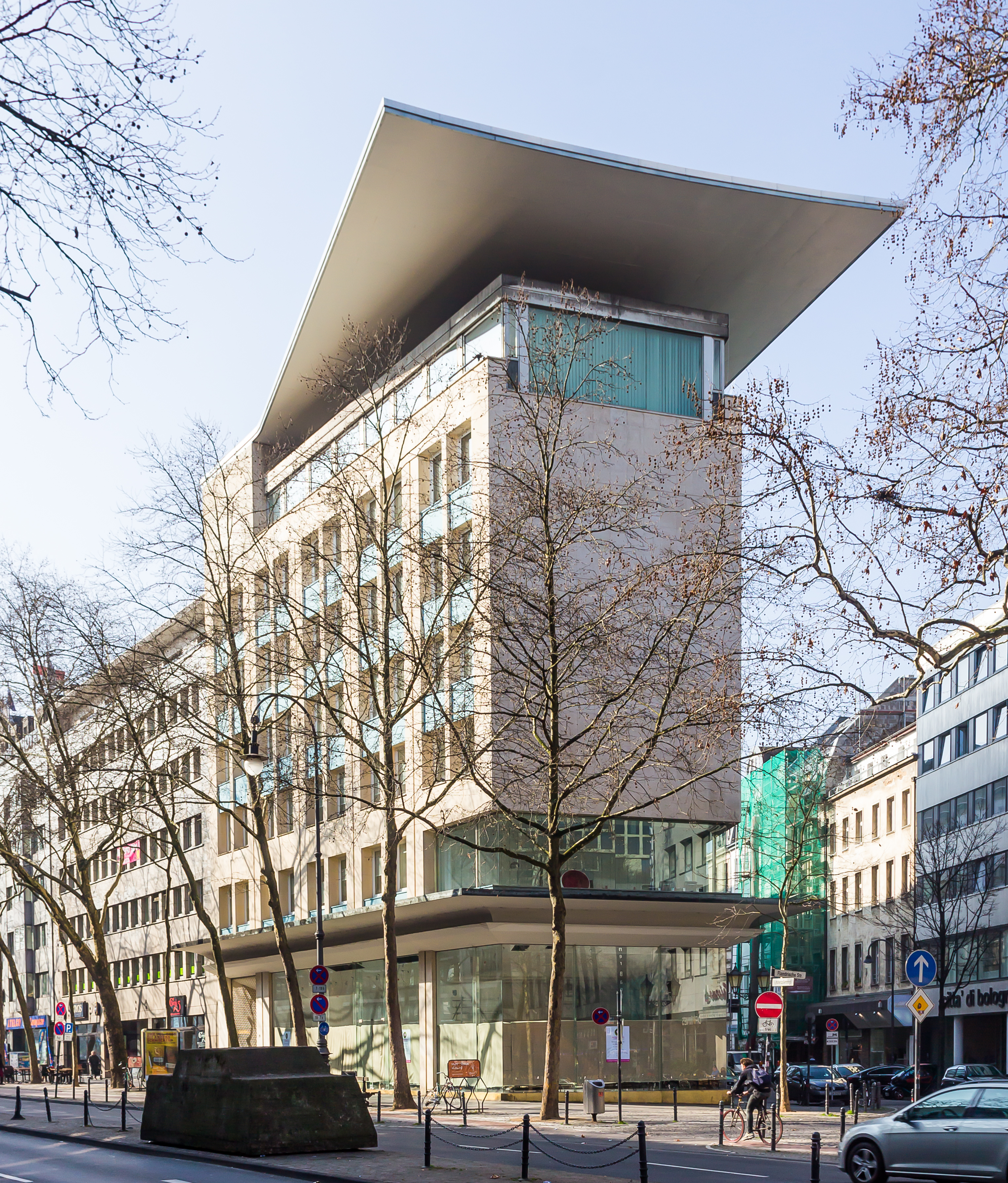
Hohenzollernring 25, Köln (Architekt Hans Schilling)
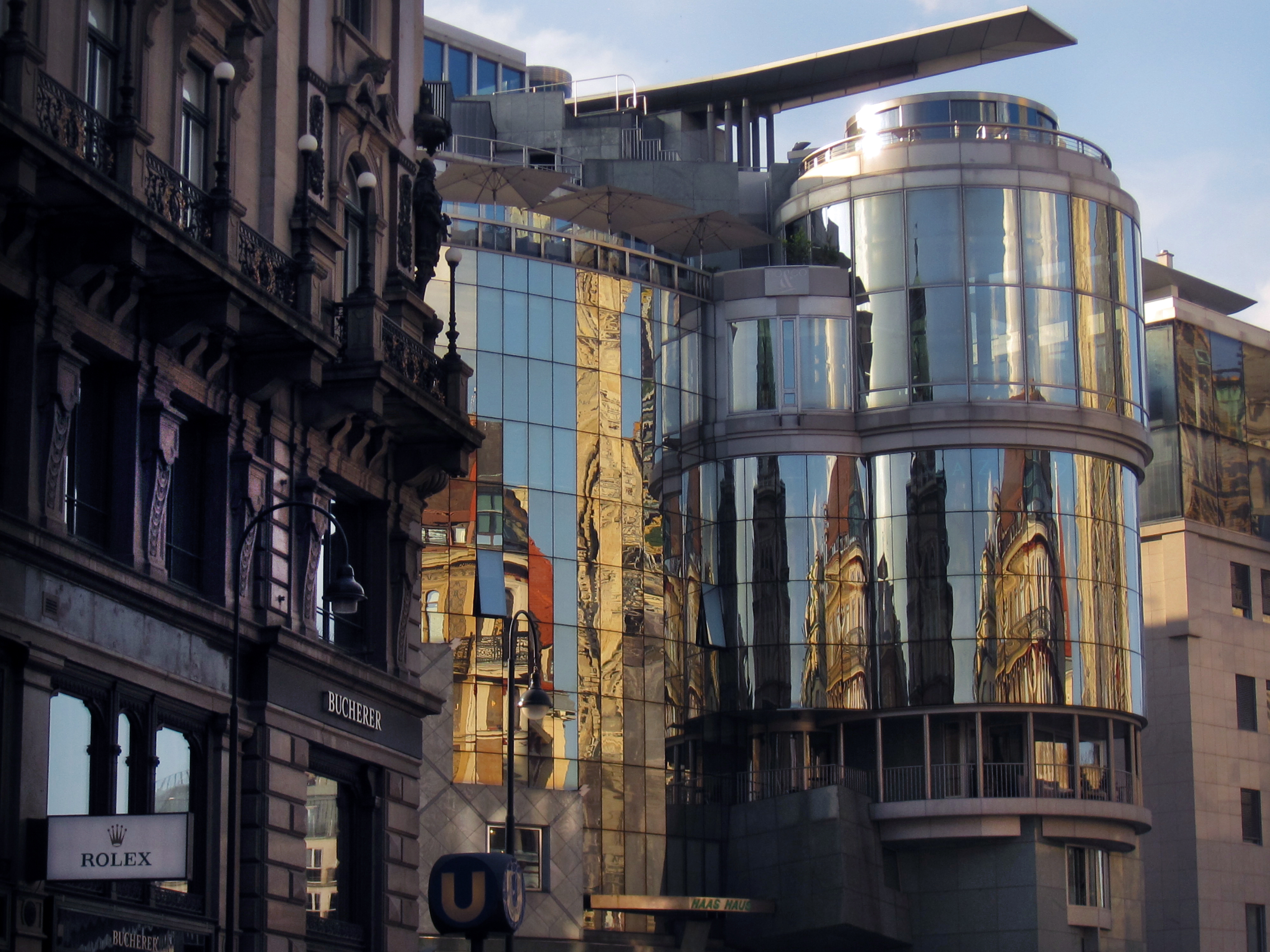
Haas-Haus, Wien, erbaut 1985–1990 (Architekt Hans Hollein)
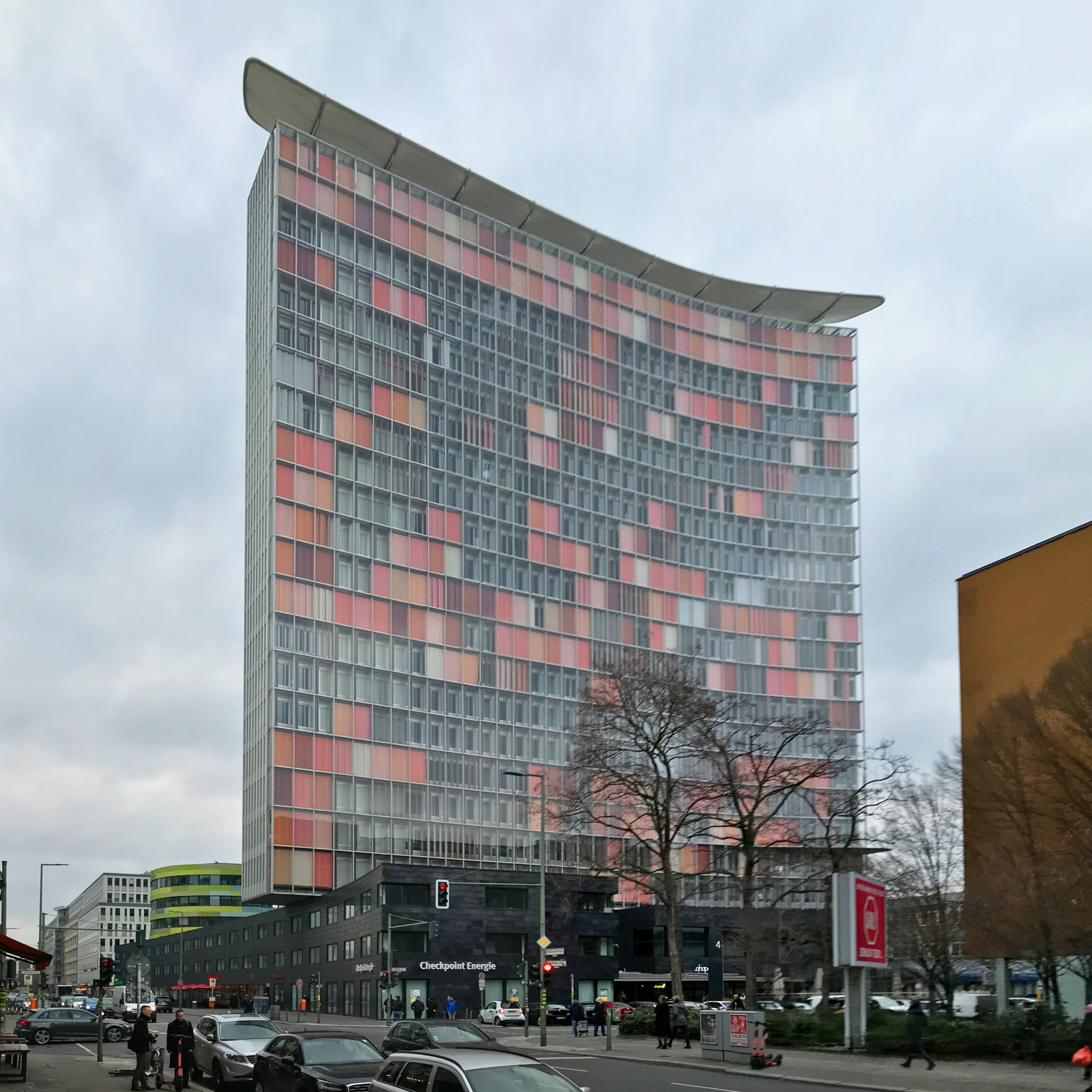
GSW-Hochhaus, erbaut 1995–1999 in Berlin-Kreuzberg (Architekten Sauerbruch Hutton)
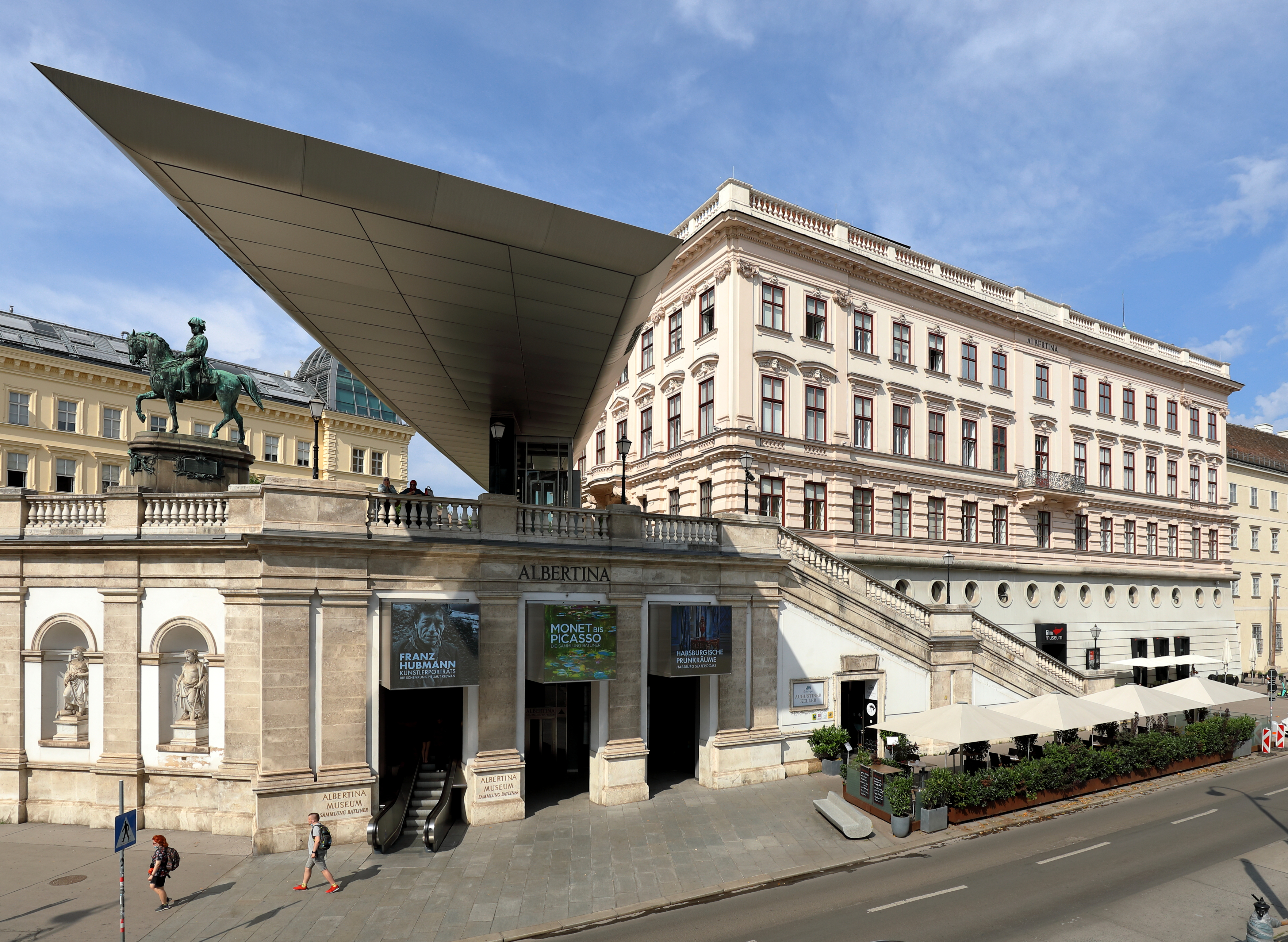
„Soravia Wing“ von 2003 an der Albertina, Wien (Architekt Hans Hollein)
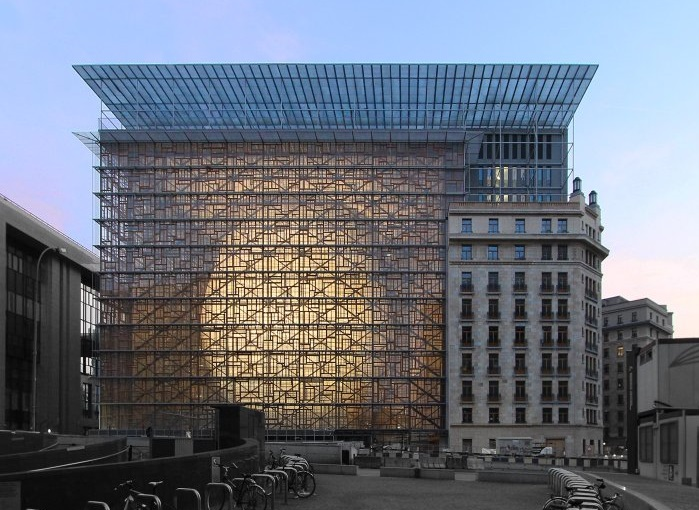
Europagebäude, Brüssel, erbaut 2008–2016 (Architekten Philippe Samyn and Partners)

## Sonstige Begriffsverwendung
Als Flugdächer werden gelegentlich auch alle Arten von leichten Dachkonstruktionen und weit auskragenden Flachdächern bezeichnet. So etwa Flachdächer über Freiflächen/Flächen des Außenraums, wie Parkplätzen, Tankstellen, Bahnsteigen, Tribünen, Stadien, Lagerflächen, öffentlichen Plätzen, Bühnen im Außenraum usw. Die vor Niederschlag zu schützende Fläche bleibt oft als offener Raum erhalten. Ein Beispiel ist das 2000 in Holzbauweise als großes Eingangsbauwerk errichtete Expo-Dach auf dem Messegelände Hannover. Teilweise befinden sich unter einem Flugdach auch kleinere (z. B. pavillonartige oder flache) Gebäude. 
Als Flugdächer wurden bereits im 17. Jahrhundert Vordächer bezeichnet, die in der Art eines Windfangs zum Schutz der hölzernen Fachwerkschwellen genutzt wurden.